# اوزونبينار (أديامان)
اوزونبينار (بالكردية: Çarkezî‏) (بالتركية: Uzunpınar)‏ هي قرية تتبع إداريّاً لمديرية أديامان في محافظة أديامان التركية الواقعة في جنوب شرق الأناضول. وبلغ عدد سكانها 433 نسمة في عام 2021.